# Xiaomi Mix Flip 2
O Xiaomi Mix Flip 2 é um smartphone Android com formato dobrável do tipo flip, desenvolvido e comercializado pela Xiaomi. Anunciado em 26 de junho de 2025, o dispositivo é o sucessor direto do primeiro Xiaomi Mix Flip e posiciona-se como um concorrente direto de outros aparelhos do segmento, como o Samsung Galaxy Z Flip e o Motorola Razr. O aparelho representa a segunda geração de dispositivos flip da empresa, concebido para abordar diretamente as críticas feitas ao seu antecessor e ao mercado de dobráveis em geral, focando-se em três pilares fundamentais: autonomia de bateria, funcionalidade do ecrã externo e minimização do vinco no ecrã principal.
Entre seus principais destaques declarados estão uma bateria de grande capacidade para a categoria, um sistema de carregamento rápido com e sem fio, e um conjunto de câmaras duplas de 50 MP co-desenvolvido com a Leica. Com estas características, a Xiaomi não só procura competir, mas estabelecer um novo padrão de especificações para o formato, desafiando a hegemonia de marcas já estabelecidas no setor.

## História e Desenvolvimento

### Contexto e Antecessor
O lançamento do Xiaomi Mix Flip 2 insere-se num mercado de smartphones dobráveis em plena maturação em 2025. O seu antecessor, o Xiaomi Mix Flip, lançado em 2024, foi a primeira incursão da marca no formato clamshell, recebido com interesse mas também com críticas. Embora elogiado pelo seu design e desempenho, o primeiro modelo foi considerado por analistas como um produto de primeira geração que sofria de limitações comuns, nomeadamente uma autonomia de bateria que não se destacava e um vinco no ecrã que era bastante pronunciado. A experiência adquirida com este primeiro modelo foi, segundo analistas da indústria, fundamental para a estratégia de desenvolvimento do seu sucessor, com a engenharia da Xiaomi focada em resolver estas questões de forma decisiva.

### Fase de Rumores e Certificações
O desenvolvimento do Mix Flip 2 seguiu a estratégia da Xiaomi de competir no crescente mercado de smartphones dobráveis. Rumores sobre o aparelho intensificaram-se nos meses que antecederam o seu lançamento, com patentes registadas pela empresa indicando um foco em aprimorar a durabilidade da dobradiça e a capacidade da bateria, dois pontos frequentemente criticados em aparelhos do género. As primeiras informações concretas surgiram através de certificações obrigatórias na China. A certificação 3C (China Compulsory Certificate), por exemplo, revelou o suporte ao carregador modelo MDY-12-EF, confirmando a potência de 67W. Pouco depois, o registo na TENAA, a autoridade de telecomunicações chinesa, publicou dados que revelavam as dimensões exatas do aparelho e a capacidade nominal da bateria, alimentando a especulação de que a Xiaomi estaria a preparar o flip com a maior autonomia do mercado.

### Filosofia de Design e Lançamento
O lançamento oficial ocorreu em um evento na China em 26 de junho de 2025, onde também foram apresentados outros produtos do ecossistema da marca. Durante a apresentação, Lei Jun, CEO da Xiaomi, afirmou que o objetivo do Mix Flip 2 era "resolver as ansiedades do utilizador de dobráveis". A apresentação focou-se na nova dobradiça que a empresa batizou de "Dragon Bone" (Osso de Dragão), a qual, segundo a Xiaomi, foi projetada para minimizar o vinco no ecrã principal, e no sistema de arrefecimento com câmara de vapor dupla para gerir o aquecimento do chipset Snapdragon 8 Elite. A dobradiça, construída com uma liga de aço de alta resistência e componentes de fibra de carbono, foi apresentada como sendo capaz de suportar mais de 500.000 ciclos de dobra, o que equivaleria a mais de 10 anos de uso intenso, enquanto cria um raio de dobra mais suave para o ecrã, reduzindo drasticamente a profundidade do vinco.

## Especificações Técnicas
O Xiaomi Mix Flip 2 foi anunciado como um dispositivo topo de gama, incorporando as mais recentes tecnologias disponíveis em cada componente no momento do seu lançamento.

### Design, Construção e Ecrãs
O Mix Flip 2 possui uma estrutura de alumínio série 7000 de grau aeroespacial, que oferece rigidez estrutural, com vidro Gorilla Glass Victus 3 na parte externa para maior resistência a quedas e riscos. O acabamento traseiro, dependendo da cor, utiliza materiais distintos. As versões Dourado e Roxo apresentam um vidro fosco texturizado, enquanto a versão Preta utiliza o que a Xiaomi denomina "Dragon Scale Fiber" (Fibra de Escama de Dragão), um compósito multicamadas que é leve, resistente e, segundo a fabricante, oferece uma aderência tátil superior, além de ser resistente a impressões digitais. O aparelho está disponível em três cores com acabamentos distintos: Preto Cósmico, Dourado Imperial e Roxo Nebuloso.
O ecrã principal (interno) é um painel LTPO AMOLED de 6.8 polegadas com resolução Full HD+ (1080 x 2520 pixels), resultando numa densidade de aproximadamente 413 ppi. A tecnologia LTPO (óxido policristalino de baixa temperatura) permite que a taxa de atualização se ajuste dinamicamente entre 1 Hz e 120 Hz, otimizando o consumo de energia. Para conteúdos estáticos, como a leitura de um e-book, a taxa pode baixar para 1 Hz, enquanto para navegação e jogos, sobe para 120 Hz para garantir máxima fluidez. O ecrã suporta uma profundidade de cor de 10-bit (1 bilião de cores), as tecnologias Dolby Vision e HDR10+, e, conforme anunciado, atinge um brilho de pico de 3000 nits, garantindo uma excelente visibilidade mesmo sob luz solar direta. A proteção do painel flexível é feita por uma camada de Ultra-Thin Glass (UTG).
O ecrã de cobertura, na parte externa, é um painel AMOLED de 3.0 polegadas com resolução de 580 x 480 pixels. Este ecrã foi projetado para ser mais do que um simples visualizador de notificações. Permite a utilização de aplicações completas, como Google Maps para navegação, Spotify para controlo de música ou responder a mensagens no WhatsApp, sem a necessidade de abrir o dispositivo. O seu brilho de pico de 900 nits assegura boa legibilidade em ambientes externos.
Apesar de rumores pré-lançamento indicarem uma certificação IPX8, o modelo foi lançado sem uma classificação IP oficial de resistência à água e poeira. Esta ausência foi notada por diversas análises iniciais como uma desvantagem em relação a concorrentes diretos, que já oferecem proteção contra submersão em água como uma característica padrão em seus modelos de topo.

### Plataforma e Desempenho
O dispositivo é alimentado pelo chipset Qualcomm Snapdragon 8 Elite, uma versão de alta performance do processador topo de gama da Qualcomm para 2025. Este chipset é fabricado num processo de 3 nanómetros e apresenta uma arquitetura de CPU octa-core: um núcleo principal Cortex-X5 de ultra-alta performance a 3.4 GHz para tarefas de pico, três núcleos de performance Cortex-A730 a 3.2 GHz para cargas de trabalho sustentadas, e quatro núcleos de eficiência Cortex-A530 a 2.3 GHz para tarefas em segundo plano. A GPU Adreno 760 oferece suporte a tecnologias de ponta como Ray Tracing em tempo real e Variable Rate Shading (VRS), proporcionando uma experiência de jogo de nível de consola.
O Mix Flip 2 é acompanhado por 12 GB ou 16 GB de memória RAM LPDDR5X, que opera a velocidades de até 8533 Mbps, e opções de armazenamento interno de 256 GB, 512 GB ou 1 TB no padrão UFS 4.0. Este padrão de armazenamento oferece velocidades de leitura e escrita sequenciais que duplicam as da geração anterior (UFS 3.1), resultando em tempos de carregamento de aplicações e transferência de ficheiros drasticamente reduzidos. Não há suporte para expansão via cartão de memória.
Para o controlo de temperatura, a Xiaomi implementou um sistema de arrefecimento com câmara de vapor dupla, com uma área total de dissipação de calor superior a 4.200 mm², segundo dados da empresa. Uma câmara de vapor está posicionada sobre o SoC e os componentes de gestão de energia, enquanto uma segunda câmara ajuda a dissipar o calor gerado pela bateria e pelos circuitos de carregamento sem fio. Este sistema visa manter o desempenho estável durante tarefas exigentes, como jogos ou gravação de vídeo em 8K.

### Câmaras
O sistema de câmaras foi desenvolvido em parceria com a empresa alemã Leica, uma colaboração estratégica que se estende da engenharia ótica ao processamento de imagem e software. Esta parceria visa conferir ao Mix Flip 2 uma assinatura visual distinta. O conjunto traseiro é composto por dois sensores:
- Câmara Principal:Utiliza o sensor Sony IMX882 de 50 MP, com um formato ótico de 1/1.55" e pixels de 1.0µm. Através da tecnologia de pixel binning 4-em-1, combina quatro pixels adjacentes num "super-pixel" de 2.0µm, melhorando a captação de luz em condições de baixa luminosidade. A lente de 7 elementos (7P) possui uma abertura de f/1.8 e estabilização ótica de imagem (OIS) para compensar o tremor das mãos.
- Câmara Ultrawide:Também equipada com um sensor de 50 MP e uma abertura f/2.2, oferece um campo de visão de 115 graus. Este sensor possui capacidades de autofoco, o que lhe permite também funcionar como uma câmara macro para fotos de proximidade.

As lentes são certificadas como "Leica Summilux" e o software da câmara inclui os perfis de cores exclusivos "Leica Authentic Look" (para cores realistas e naturais) e "Leica Vibrant Look" (para uma estética mais saturada e moderna). O software também oferece um "Master-lens system", que simula digitalmente as características de lentes clássicas da Leica, como a "35mm Black & White" e a "50mm Swirly Bokeh". A câmara frontal, localizada no ecrã interno, possui um sensor de 32 MP com abertura f/2.5. Graças ao formato dobrável, as câmaras traseiras podem ser utilizadas para selfies de alta qualidade, usando o ecrã de cobertura como visor.
O aparelho é capaz de gravar vídeos em resolução até 8K a 24 fotogramas por segundo com a câmara traseira e 4K a 60 fotogramas por segundo com a câmara frontal, com suporte a estabilização eletrónica de imagem (gyro-EIS) em todas as resoluções.

### Bateria e Carregamento
Um dos principais diferenciais anunciados do Mix Flip 2 é a sua bateria de 5165 mAh, significativamente maior que a média de outros smartphones flip no mercado, que geralmente se situam entre 4000 e 4400 mAh. A Xiaomi informou que conseguiu esta capacidade através de uma arquitetura de célula dupla e da utilização de tecnologia de ânodo de silício-carbono de segunda geração, que aumenta a densidade energética.
O telemóvel suporta carregamento rápido de 67W com fio, através da tecnologia proprietária da Xiaomi. Segundo a empresa, este sistema pode carregar 50% da bateria em aproximadamente 15 minutos e atingir uma carga completa em menos de 40 minutos. O carregador de 67W está incluído na embalagem. Além disso, o Mix Flip 2 oferece suporte a carregamento rápido sem fio de 50W, uma característica rara na categoria de dobráveis flip. O dispositivo também suporta carregamento reverso sem fio de 10W, permitindo-lhe carregar outros dispositivos compatíveis, como auscultadores ou smartwatches.

## Software
O Xiaomi Mix Flip 2 é executado no HyperOS 2, a interface de utilizador da Xiaomi baseada no Android 15. O software foi profundamente otimizado para o formato dobrável, com funcionalidades específicas que aproveitam os dois ecrãs e a dobradiça flexível. A Xiaomi anunciou uma política de atualizações de software de 4 grandes atualizações do sistema operativo Android e 5 anos de patches de segurança para o modelo, alinhando-se com as melhores práticas do setor.
O ecrã de cobertura é um dos focos do software, permitindo não apenas a visualização de widgets e notificações, mas também a execução da maioria das aplicações Android. O sistema de "continuidade de apps" permite iniciar uma tarefa no ecrã externo e, ao abrir o telemóvel, a aplicação transita instantaneamente para o ecrã principal sem interrupções. O sistema também possui um "Modo Flex", onde o aparelho pode ser mantido semiaberto em ângulos entre 45 e 120 graus. Neste modo, a interface de aplicações otimizadas adapta-se: numa videochamada, o vídeo ocupa a metade superior e os controlos a inferior; na aplicação da câmara, o visor fica em cima e os controlos em baixo, permitindo que o telemóvel funcione como o seu próprio tripé. O HyperOS 2 também integra funcionalidades de IA, como assistente de escrita, sumarização de textos e transcrição de chamadas em tempo real.

## Lançamento e Disponibilidade
O Xiaomi Mix Flip 2 foi inicialmente lançado no mercado chinês em 26 de junho de 2025. O preço de lançamento para o modelo base (12 GB de RAM e 256 GB de armazenamento) foi de ¥5.999 (aproximadamente €770 ou R$4.500 na conversão da data). As outras configurações foram precificadas em ¥6.499 para a versão de 12GB/512GB e ¥6.999 para a versão de 16GB/1TB.
Até a data de atualização deste artigo, a Xiaomi não confirmou oficialmente o lançamento global do dispositivo, incluindo mercados como a Europa e o Brasil. É comum que os modelos topo de gama da marca cheguem a mercados internacionais alguns meses após o lançamento na China, geralmente após obterem as certificações necessárias para cada região. A forte concorrência no mercado global de dobráveis sugere que um lançamento internacional é provável para capitalizar sobre as suas vantagens competitivas.

## Recepção
As análises iniciais do Xiaomi Mix Flip 2, baseadas nos modelos lançados na China, foram maioritariamente positivas, destacando-o como um forte concorrente e, em vários aspetos, um novo líder no mercado de dobráveis.

### Análise Crítica
Os principais pontos elogiados pela crítica foram:
- Bateria e Carregamento: A capacidade de 5165 mAh e a velocidade de carregamento de 67W com fio e 50W sem fio foram universalmente citadas como as maiores vantagens sobre os seus rivais. Análises de utilização intensiva reportaram consistentemente que o dispositivo ultrapassava um dia completo de uso, algo que era um ponto fraco em praticamente todos os outros telemóveis flip.
- Ecrã de Cobertura:O tamanho e a funcionalidade do ecrã externo foram considerados excelentes. A capacidade de executar aplicações completas de forma fluida foi vista como um fator que muda a forma como o utilizador interage com o dispositivo no dia a dia, reduzindo a necessidade de o abrir constantemente.
- Desempenho:O uso do chipset Snapdragon 8 Elite, combinado com memória RAM LPDDR5X e armazenamento UFS 4.0, garante um desempenho de topo, adequado para qualquer tarefa, desde jogos pesados a multitarefa intensiva.
- Vinco do Ecrã:A maioria das análises notou que o vinco no ecrã principal, graças à dobradiça "Dragon Bone", é significativamente menos pronunciado em comparação com gerações anteriores de dobráveis de todas as marcas. Embora ainda seja visível de certos ângulos, foi descrito como "quase impercetível" ao toque e durante o uso frontal.

Como pontos negativos ou de preocupação, os analistas apontaram:
- Ausência de Classificação IP: A falta de uma certificação oficial de resistência à água (como IPX8) é vista como a principal omissão para um aparelho de gama alta em 2025, colocando-o em desvantagem direta contra a concorrência principal, que já oferece esta garantia há várias gerações.
- Disponibilidade:A incerteza sobre o lançamento e o suporte global limita o seu alcance inicial e pode ser um fator de dissuasão para consumidores fora da China.
- Aquecimento: Alguns testes preliminares indicaram que, sob carga pesada e contínua, como sessões de jogo superiores a 30 minutos, o aparelho pode aquecer consideravelmente na sua metade superior, levando a um estrangulamento térmico (thermal throttling) que reduz marginalmente o desempenho de pico para se proteger.[8]

### Comparações
Em comparação direta com o Samsung Galaxy Z Flip7, o Mix Flip 2 destaca-se de forma clara pela bateria maior (5165mAh vs. ~4200mAh do Flip7, segundo rumores) e pelo carregamento muito mais rápido (67W vs. 25W). No entanto, a Samsung geralmente oferece uma certificação de resistência à água IPX8, uma rede de distribuição e suporte global mais estabelecida, e uma política de atualizações de software historicamente consistente. A qualidade da câmara e o apelo da parceria com a Leica no Mix Flip 2 competem diretamente com o processamento de imagem estabelecido da Samsung.
Frente ao Motorola Razr 60 Ultra, a disputa é mais acirrada, com ambos os aparelhos a apostarem em grandes ecrãs externos e designs finos. A vantagem da Xiaomi reside novamente na capacidade da bateria e na potência do carregamento com e sem fio. A Motorola, por outro lado, é frequentemente elogiada pela sua experiência de software mais limpa e próxima do Android "puro", o que atrai um segmento específico de utilizadores. A escolha entre os dois pode depender da preferência do utilizador por uma maior autonomia e velocidade de carregamento (Xiaomi) ou por uma interface de software minimalista (Motorola).